# اموریاکرو
اموریاکرو (به لاتین: Amoriakro) یک منطقهٔ مسکونی در ساحل عاج است که در Moyen-Comoé واقع شده‌است.